# باتريشيا غالاهر
باتريشيا غالاهر (بالإنجليزية: Patricia Gallaher)‏ هي أمينة مكتبة أسترالية، ولدت في 1937، وتوفيت في 11 ديسمبر 2014 في برث في أستراليا.